# Interpolation (manuskript)
Interpolation är när man talar om litteratur och framför allt antika manuskript en passage i en text som inte var skriven av den ursprungliga författaren.
Interpolationer kunde infogas som en förklaring. Men det finns också åtskilliga exempel på att de kunde läggas till i bedrägligt syfte.
Samvetsgranna kopierare tenderade att noggrant kopiera allt som dök upp i ett manuskript, men de behövde alltid utöva ett gott personligt omdöme. Förtydliganden gavs ofta i förklarande fotnoter, men dessa tenderade att så småningom införlivas i huvudtexten.
Moderna forskare har utvecklat vetenskapliga metoder för att känna igen interpolering, som ofta är uppenbar för en modern observatör till skillnad från medeltida avskrivare.